# Balatonmáriafürdő
Die Gemeinde Balatonmáriafürdő [ˈbɒlɒtonmaːriɒfyrdøː] (deutsche Bedeutung: Marienbad) liegt im Kreis Marcali im Komitat Somogy am Südwestufer des Balaton, direkt am Nationalpark des Kleinen Balaton, das zu den größten naturbelassenen Sumpfgebieten und Vogelparadiesen Mitteleuropas zählt. Keszthely liegt ca. 18 km westlich, Fonyód ca. 17 km östlich von Balatonmáriafürdő. Die Anzahl der permanenten Bewohner beträgt nur rund 650.
Wesentlich vorangetrieben wurde die Besiedlung durch den Grafen Imre Széchenyi, der den Weinanbau in dieser Gegend förderte und die Arbeiten zur Parzellierung des Landes leitete. Balatonmáriafürdő wurde nicht nach der Hl. Maria, sondern nach der Frau von Imre Széchenyi, Mária, benannt. Der Ort wurde 1926 eine selbstständige Gemeinde. Unter den Kommunisten wurde er in den Nachbarort Balatonkeresztúr, mit dem er komplett verwachsen ist, eingemeindet. Erst seit dem Ende des kommunistischen Regimes in Ungarn wurde der Ort wieder selbständig. Die beiden Bürgermeister haben ihren Amtssitz noch immer im selben Gebäude. An manchen Stellen verläuft die Gemeindegrenze in der Straßenmitte. Die katholische Pfarrkirche (zur Kreuzerhöhung), die Polizei und die Feuerwehr befinden sich in Keresztúr. 
Das acht Kilometer lange Seeufer ist sehr flach. Der Schilfgürtel ist an diesem Teil des Sees noch fast vollständig erhalten und ca. 50 m breit. Durch das Panorama des Nordufers und durch die zum Teil unberührte Natur des Schilfgürtels in diesem Bereich des Sees gehört Balatonmáriafürdő zu den ruhigsten und romantischsten Ortschaften am Plattensee. Hier ist der See mit rund 11 km auch am breitesten.
Im Hinterland der Ortschaft befinden sich einige kleine Weingärten. Haupteinnahmequelle ist der Tourismus. Im Ortszentrum befinden sich neben Geschäften auch einige Hotels und das kostenpflichtige, öffentliche Strandbad (Eintrittsgebühr). Es gibt am gesamten Ufer kleine Badebuchten (gratis, aber teilweise mit guter Infrastruktur), die in das Schilf geschnitten wurden und vor allem von Touristen genutzt werden, die in Ferienunterkünften untergebracht sind. Über 95 % der Häuser sind Wochenend- und Ferienhäuser.

## Gemeindepartnerschaften
- Auleben, Deutschland
- Chotín, Slowakei
- Koźmin Wielkopolski, Polen[2]

## Verkehr
Der Hafen wurde in einem Entwässerungskanal angelegt, der von Marcali hierher führt. Auf einer Steinmole, die ca. 300 m in den See ragt und die Fahrrinne vor Verlandung schützt, befindet sich auch ein Spazierweg, der vor allem von Anglern genutzt wird. Der Hafen beherbergt neben der Anlegestelle für die Berufsschifffahrt, an der hauptsächlich Ausflugsschiffe der Reederei Mahart anlegen, auch einen Segelclub mit 80 Schiffen. Dieser Hafen ist der einzige Schutzhafen für Kielboote (Wassertiefe ca. 1,8 m) am südwestlichen Ufer des Balaton.
Die Eisenbahnlinie der MÁV führt eingleisig durch den Ort. Neben dem Bahnhof beim Zentrum gibt es noch Haltestellen Richtung Budapest: Máriaszölötelep 3 km östlich und Balatonmáriahullámtelep 5 km östlich.
Der Ort ist über die Nationalstraße 7 durch Balatonkeresztúr erreichbar. Er liegt zwischen den Autobahnabfahrten der M7 der Nachbarorte Balatonfenyves (km 160) und Balatonújlak (km 170). Die Balaton-Uferstraße führt in die angrenzenden Orte Balatonfenyves im Osten und Balatonbereny im Westen. Durch die im Bau befindlichen Autobahnen M76, die von Balatonszentgyörgy nach Zalaegerszeg und dann weiter nach Körmend führen soll, und M8 von Körmend nach Szentgotthárd, soll der Ort von Österreich aus noch schneller erreichbar werden.
Balatonmariafürdő verbindet Keresztür und Fenyves als Teil des Balaton-Radwegs; die Teiletappe verläuft mitten durch die Wohngebiete.

## Balatonmáriafürdő und Umgebung

Nationalpark „Kis Balaton“
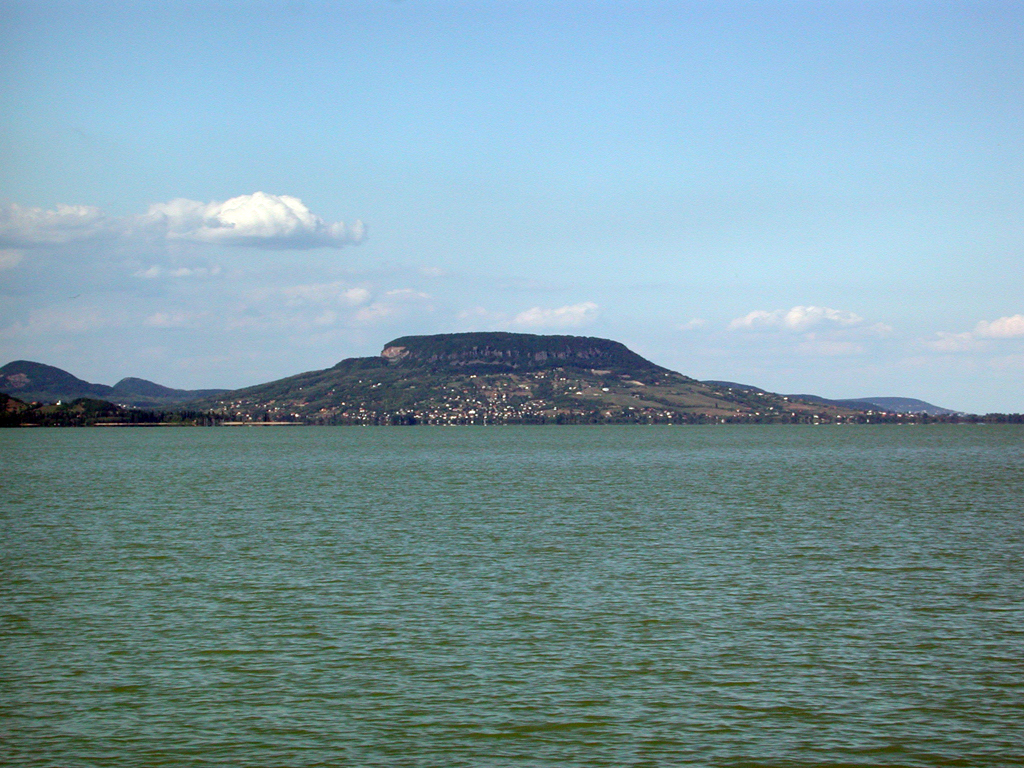
Gegenüber liegt der berühmte Weinberg Badacsony
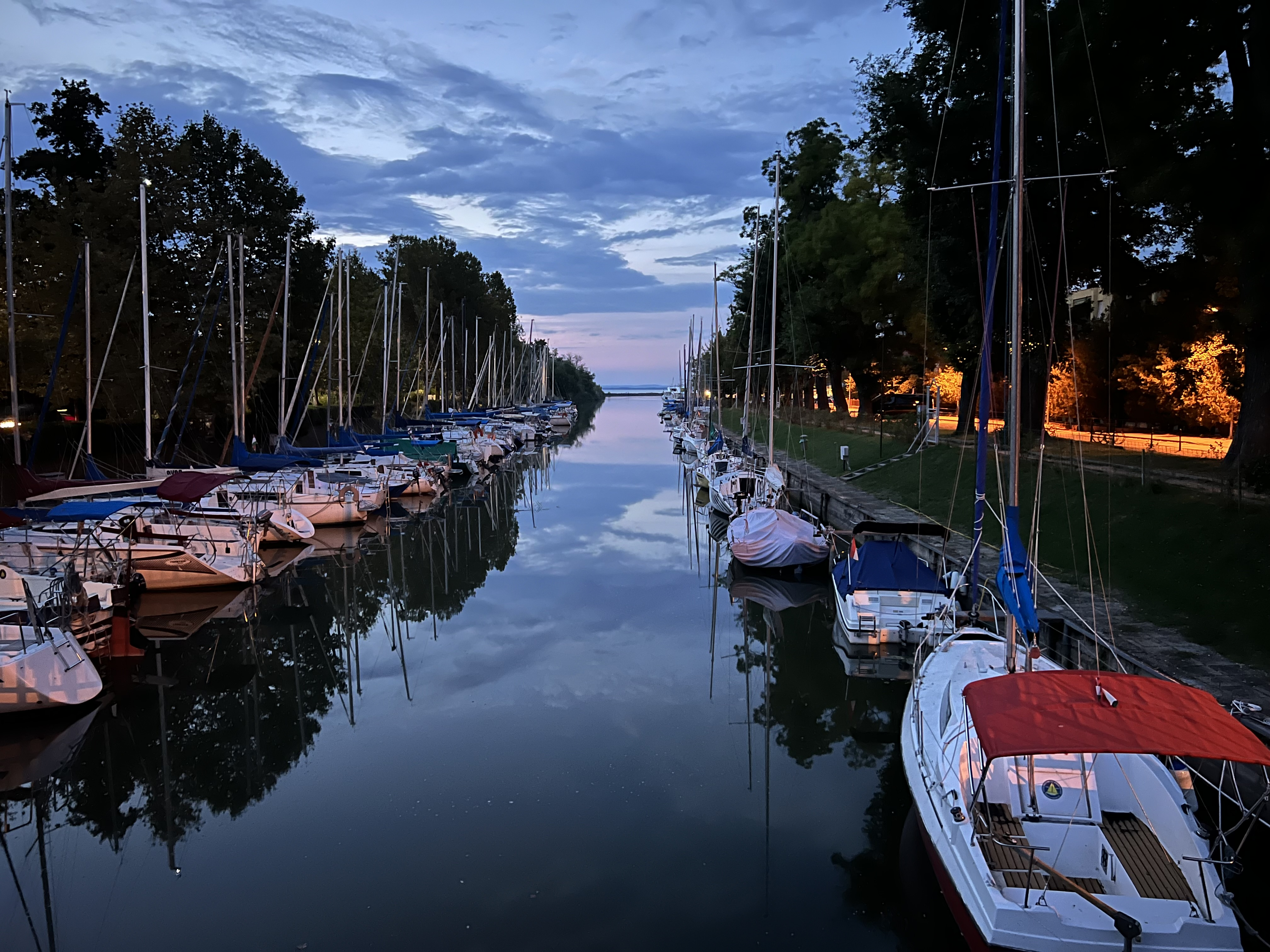
Der Hafen von Balatonmáriafürdő
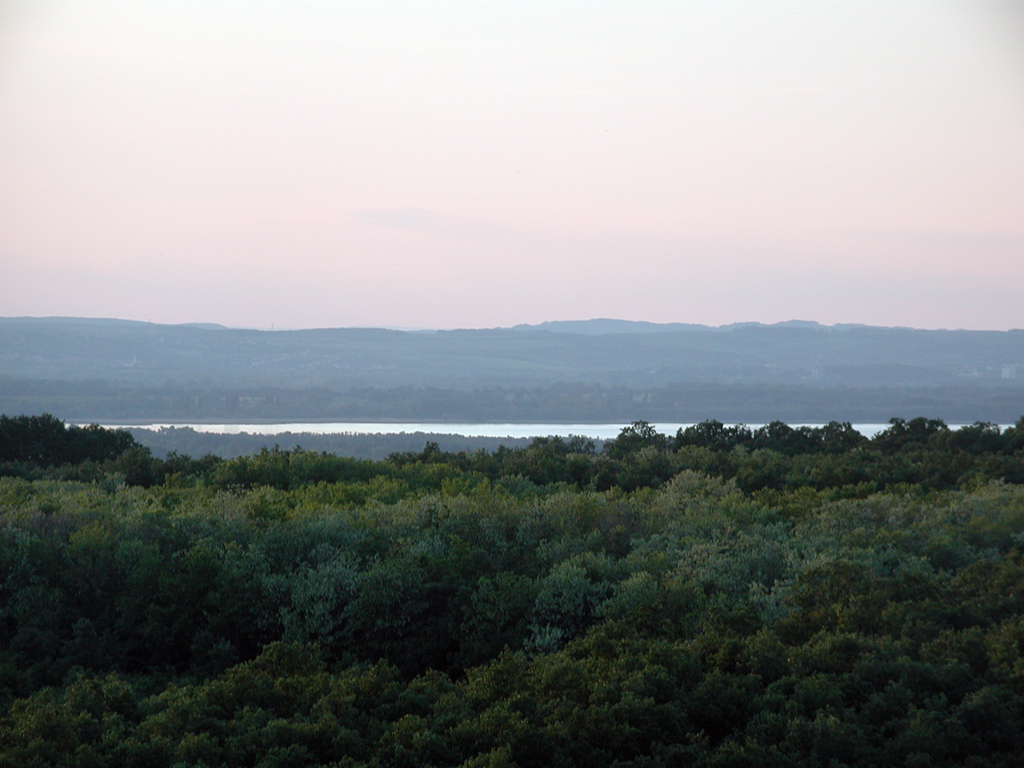
Flussmündung der Zala in den Balaton, im Hintergrund die Stadt Keszthely